# Jessica Samuelsson (lekkoatletka)
Jessica Eva Katarina Samuelsson (ur. 14 marca 1985 w Saltsjö-Boo) – szwedzka lekkoatletka specjalizująca się w wielobojach.
W 2007 roku zadebiutowała w mistrzostwach świata w Osace, plasując się na 29. miejscu w siedmioboju. 2 lata później zdobyła złoto Uniwersjady w Belgradzie. W tym samym roku była 17. na mistrzostwach świata w Berlinie. W 2010 roku uplasowała się na 10. miejscu w mistrzostwach Europy w Barcelonie. W kolejnym roku zajęła 5. miejsce w halowych mistrzostwach Europy w Paryżu w rywalizacji pięcioboistek oraz 15. miejsce podczas mistrzostw świata w Daegu. W 2012 roku była 5. w mistrzostwach Starego Kontynentu oraz 13. w igrzyskach olimpijskich w Londynie.

## Osiągnięcia
| Rok  | Impreza                   | Miejsce   | Konkurencja | Pozycja     | Wynik     |
| ---- | ------------------------- | --------- | ----------- | ----------- | --------- |
| 2007 | Mistrzostwa świata        | Osaka     | Siedmiobój  | 29. miejsce | 5745 pkt. |
| 2009 | Uniwersjada               | Belgrad   | Siedmiobój  | 1. miejsce  | 6004 pkt. |
| 2009 | Mistrzostwa świata        | Berlin    | Siedmiobój  | 17. miejsce | 5885 pkt. |
| 2010 | Mistrzostwa Europy        | Barcelona | Siedmiobój  | 10. miejsce | 6146 pkt. |
| 2011 | Halowe mistrzostwa Europy | Paryż     | Pięciobój   | 5. miejsce  | 4497 pkt. |
| 2011 | Mistrzostwa świata        | Daegu     | Siedmiobój  | 15. miejsce | 6119 pkt. |
| 2012 | Mistrzostwa Europy        | Helsinki  | Siedmiobój  | 5. miejsce  | 6262 pkt. |
| 2012 | Igrzyska olimpijskie      | Londyn    | Siedmiobój  | 13. miejsce | 6300 pkt. |
| 2014 | Mistrzostwa Europy        | Zurych    | Siedmiobój  | –           | DNF       |

## Rekordy życiowe
- Siedmiobój – 6300 pkt. (2012)
- Pięciobój – 4497 pkt. (2011)